# سوکی (فیلم ۲۰۲۳)
سوکی (انگلیسی: Sukhee) فیلم هندی کمدی-درام هندی-زبان است که در سال ۲۰۲۳ اکران شد، کارگردانی فیلم را سونال جوشی بر عهده داشت که اولین تجربه کارگردانی او بود. بازیگران اصلی شامل شیلپا شتی در نقش محوری، امیت ساد، دلناز ایرانی، کوشا کاپیلا و پاولین گجرال می‌باشند. فیلم در روز ۲۲ سپتامبر ۲۰۲۳ به نمایش درآمد.